# Jean Baptiste Feilner

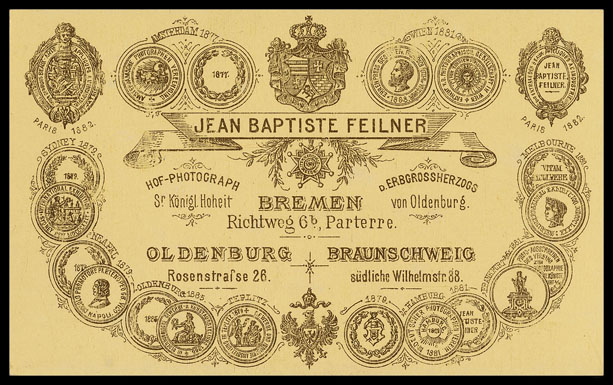
Revers einer Carte Cabinet mit Abbildung der Auszeichnungen

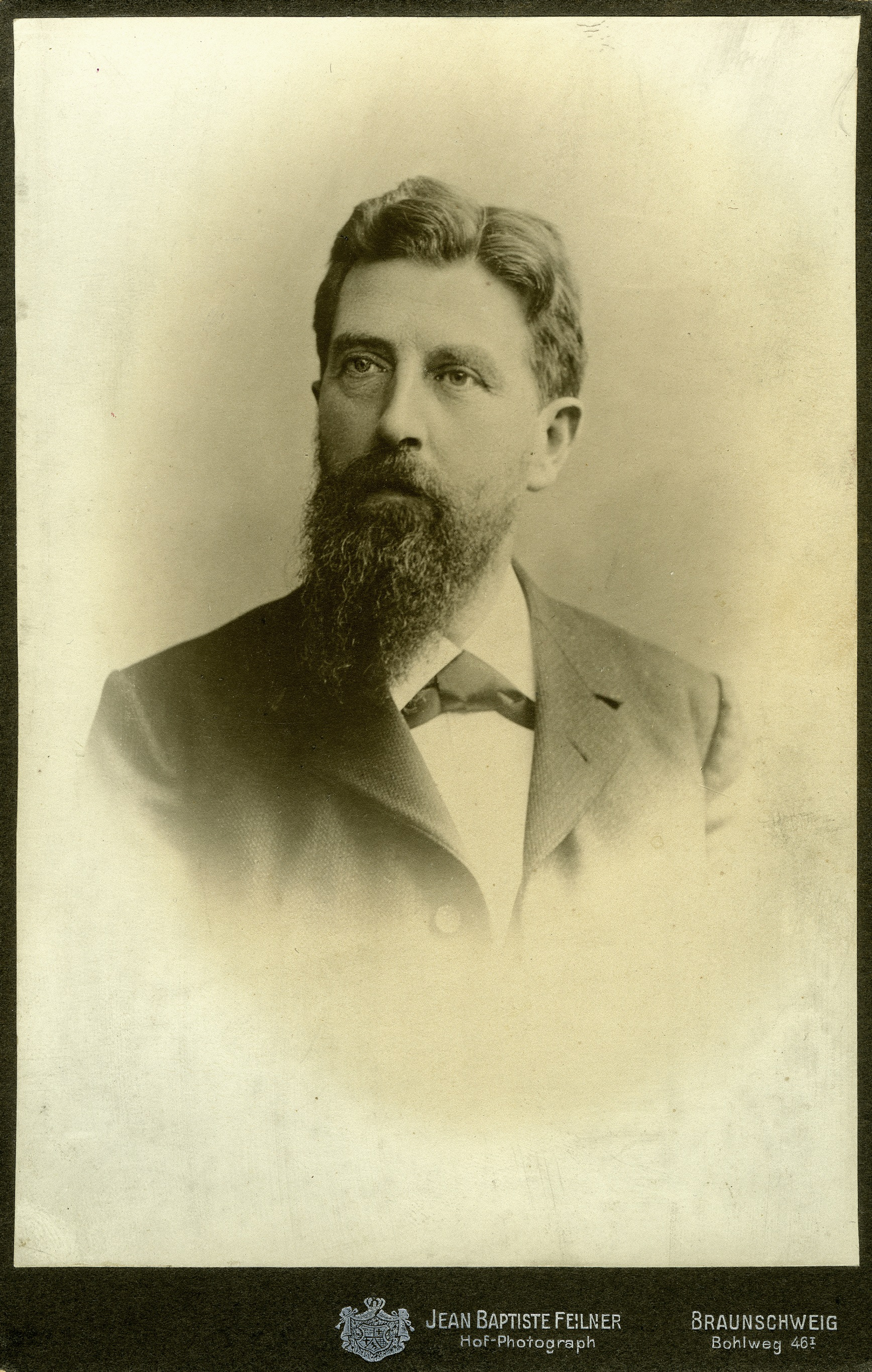
Konrad Koch Brustbild (vignettiert), Jean Baptiste Feilner, Braunschweig (o. J.)

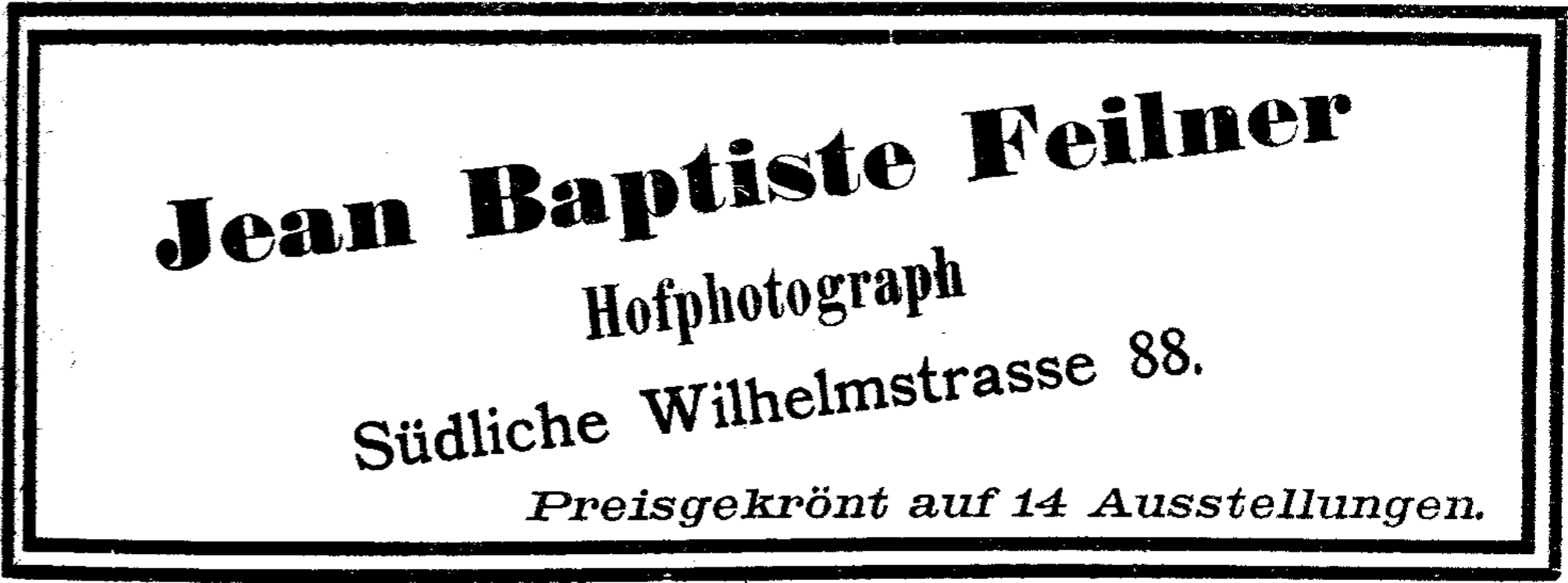
Anzeige in: „Braunschweigisches Adreß-Buch für das Jahr 1894“

Jean (Johann, Juan) Baptiste (Baptist) Franz Feilner (* 12. Februar 1844 in Bremen; † 29. September 1912 in FreiburgiB) war ein Fotograf, unter dessen Namen Ateliers in verschiedenen Städten betrieben wurden.

## Leben
Über das Leben und Wirken von Jean Baptiste Feilner ist nur wenig bekannt. Sein Vater war der Maler, Zeichner und spätere Daguerreotypist Johann Everhard Feilner, der einer der ersten in Bremen war, der sich der Fotografie zugewendet hatte. Ob und welche Ausbildung Jean Baptiste hatte, ist nicht bekannt. 1867 hatte er einen Pass beantragt, um nach Wien zu reisen, möglicherweise um bei einem Photographen in die Lehre zu gehen. Im Bremer Adressbuch von 1869 findet sich erstmals der Hinweis „Photographie-Atelier“ hinter seinem Namen. In den folgenden sechs Jahren wechselte die Adresse nahezu jährlich.
Eine Übernahme der „Firma“ des Vaters im Jahr 1869, wie Fritz Kempe schrieb, ergibt sich daher nicht. Jean Baptiste Feilner annoncierte von Beginn an unter eigenem Namen.
Im Frühjahr 1872 eröffnete er in Wien am Getreidemarkt ein fotografisches Atelier und im Herbst ein zweites in der Mariahilfer Hauptstraße. Wo Feilner tatsächlich fotografiert hat oder wo er sich durch Operateure hat vertreten lassen, ist nicht bekannt. Ab dem Jahrgang 1875 wird der Fotograf „Johann Feilner“ nicht mehr im Namensverzeichnis des Wiener Adressbuches aufgeführt. Feilner hatte im selben Jahr in Bremen im Wall 185 ein praktikables Atelier gefunden oder gebaut. Unter dieser Adresse war er bis zum Jahr 1883 verzeichnet.
Im Jahr 1878 ging Feilner eine Partnerschaft mit dem Photographen Louis Oscar Grienwaldt ein. Unter dem Namen „Feilner & Grienwaldt“ wurden fotografische Artikel angeboten. Die Geschäftsadresse war identisch mit der des Ateliers von Grienwaldt „Wall 86“. Seit 1864 hatte Grienwaldt hier ein Atelier betrieben. Diese Geschäftsbeziehung wurde 1883 beendet.
Am 8. Januar 1880 zeigte „B. Feilner“ (Jean Baptiste Feilner) in der in Oldenburg erscheinenden Zeitung Nachrichten für Stadt und Land an, er habe in der Staustraße 25 ein neueingerichtetes Atelier unter dem bekannten Namen „Feilner's photographisches Institut“ eröffnet. Der Name war hier bekannt, weil der Vetter Hans Jürgen Feilner am 1. Juni 1873 das fotografische Atelier im Hause der Witwe Cohn in Oldenburg in der Staustr. 8 übernommen und neu eröffnet hatte. Mit der Adresse Staustrasse 8 hatten zunächst im Juni 1868 der Fotograf E. Lewak, anschließend im November 1869 der Fotograf W. Frank und noch im März 1873 der Fotograf Joseph von der Forst angezeigt. Im April 1874 hatte Hans Jürgen Feilner, der zwischenzeitlich seine Zusammenarbeit mit Albert (Joseph) Stahmer bekannt gegeben hatte, das Atelier an den inneren Damm 12 verlegt. Anfang Dezember 1879 meldete Hans Jürgen Feilner Konkurs an. Ende Mai 1880 wurde das Inventar der Photographen Feilner & Stahmer versteigert. Albert Stahmer zeigte am 8. Juni 1880 an, dass er die Platten von Feilner's photographischem Institut übernommen habe, und führte das Geschäft an selber Stelle unter eigenem Namen fort.
Für einen Filialbetrieb, wie ihn Jean Baptiste Feilner im Lauf der Jahre aufgebaut hatte, gilt, dass die Urheberschaft seiner Photographien kaum zu ermitteln ist.
Im Jahr 1883 war Feilner wohl nach Braunschweig gezogen, Gründe dafür sind nicht bekannt. Hier übernahm er das Atelier, denn der Fotograf Hermann Reuter betrieb 1876 in der Wilhelmstraße 88 nachweislich ein Atelier. Die Adresse blieb bis 1900. Nicht eindeutig ist die Angabe seiner Atelierbezeichnung: nennt er sich zu Beginn „A. Reuter Hofphotograph Nachfolger“, wie man die Angabe auf dem Revers einiger Photographien deuten könnte, oder nutzt er seinen Namen, wie Einträge in den Adressbüchern belegen.
1888 verkaufte J.B. Feilner die Oldenburger Filiale, um in der Stadt Emden eine neue zu eröffnen. Dort übernahm er das Atelier des Photographen und Malers Bernhard Mateling.
Der letzte Eintrag von Jean Baptiste Feilner im Bremer Adressbuch findet sich im Jahr 1896. Die private Adresse war Wall 185. Gründe für den Weggang Feilners aus Bremen sind nicht bekannt. Ebenso gab er seine Mitgliedschaft des Naturwissenschaftlichen Vereins zu Bremen auf. Feilner hatte für sich und seine Frau einen Pass für die Ausreise nach Italien beantragt. Das Ziel ist nicht bekannt. Die Frage, ob dieser Abschied auch gleichbedeutend mit seinem Rückzug aus der Tätigkeit als Fotograf war, muss bisher unbeantwortet bleiben. Feilner war einer von wenigen Filialisten. Im Vergleich zu Wilhelm Höffert, der ein Filialnetz in großen deutschen Städten aufgebaut hatte, hatte sich Feilner auf Orte in Niedersachsen beschränkt.
Käufer des Ateliers, das ab 1896 den Namen „Jean Baptiste Feilner Nachfolger, Photographisches Atelier“ trug, war gemäß der Einträge in den Bremer Adressbüchern Fritz Krüger gewesen, der im selben Jahr zum Hofphotografen ernannt worden war. Krüger verkaufte das Atelier im Jahr 1907 an Oscar Ernst Hense, der es unter Beibehaltung des Namens weiterführte.
1899 beantragte er ein weiteres Mal einen Pass. Zu diesem Zeitpunkt wohnte er als Bremer Bürger in Braunschweig. Das Ziel seiner Reise lautete lediglich „Ausland“.
Feilner war um 1901 nach München gezogen. Nachweislich des Adressbuchs für die Stadt München hatte „Johann Baptist Feilner“, wie die Einträge lauteten, von 1902 bis 1906 am Thierschplatz und bis 1910 in der Herzog Rudolfstraße gewohnt. Einen Eintrag als Inhaber oder Betreiber eines fotografischen Ateliers wurde nicht ermittelt. Anschließend war er vermutlich nach Pöcking gezogen. Dieser Hinweis ist einem Eintrag unter dem Patent „D.R.P. 235516 ausgestellt am 27. Apri 1909“ zu entnehmen. Feilner hatte sich anscheinend der Entwicklung und Erfindung neuer fotografischer Techniken zugewandt. Es findet sich noch ein weiteres Patent: „D.R.P. 252688 ausgestellt am 2. März 1911“.
Anhand der Auszeichnungen, die Feilner im Laufe der Jahre erhielt, ist zu erkennen, dass sein besonderes Interesse der Porträtphotographie galt. Dafür spricht auch, dass Feilner 1878 ein spezielles Abtönungsverfahren bei Porträtvignetten zum Patent angemeldet hatte. Feilner war seit 1886 Hofphotograph des Erbgroßherzogs von Oldenburg.
Feilner war Verleger von Ansichtskarten. Es sind nur wenige Exemplare bekannt.
Der überwiegende Teil der Auszeichnungen, die Feilner auf den Revers seiner Photographien angegeben hatte, sind dort auf das Jahr 1879 datiert: Sidney, Neapel, Amsterdam, Hannover und Dresden. Weiter Medaillen erhielt Feilner 1880 in Melbourne und 1881 in Hamburg, Frankfurt und Wien. Da diese Angaben werblichen Zwecken dienten, wurden mitunter auch Auszeichnungen von Operateure abgebildet, die bei Feilner arbeiteten.
In der Familie Feilner gab es weitere Mitglieder, deren Interesse der Fotografie galt. So verzeichnete das Bremer Adressbuch für die Jahre 1860 und 1861 einen Photographen Johann Matthias Feilner, möglicherweise ein Sohn des Buchdruckers Franz Feilner. Ein weiterer Sohn war der Maler Hans Jürgen Feilner, der 1873 in Oldenburg „Feilner's photographisches Institut“ eröffnet hatte. Größere Bedeutung erlangte Anna Feilner, die eine Tochter von Johann Everhard Feilner jun. war. Sie betrieb ein Atelier in Oldenburg. Ihre Leistungen wurden mit zahlreichen Auszeichnungen geehrt. 
Jean Baptiste Feilner war verheiratet mit Charlotte, geb. Lemcke (1859–1927). Ihre Tochter Catharine Christine Wilhelmine war 1881 geboren worden und der Sohn Eberhard Alexander 1883. Feilner verstarb in Freiburg, letzter Wohnort war Pöcking.
Ab 1912 war als Eintrag im Adressbuch der Stadt München Alexander Feilner (Photochemiker) zu finden. 1918 lautete ein Eintrag: „Fa. A. E. Feilner & Co Fabrikation photographischer Bedarfsgegenstände“, (Inhaber Alexander Eberhard Feilner (Fkft/M), Karl Seidel und Marie Brandstetter).

## Jean Baptiste Feilner– Ateliers und Filialen
- Bremen, mit Adresse Wall 154 im Jahr 1869, mit Obernstraße 42 im Jahr 1870, mit Obernstraße 48 im Jahr 1871 und 1872, mit Wall 158 im Jahr 1873, mit Wall 165 im Jahr 1874 und im Wall 185 von 1875 bis 1883. Für die Folgejahre war die Adresse des Ateliers Richtweg 6b.[19]
- Wien (1872–1874), mit Adressen Getreidemarkt 3 und Mariahilfer Hauptstraße
- Hannover, Georgstraße 1 (1890–1891), Georgstraße 25 ab 1892.[Anm. 7] Ab 1893 war der Fotograf Ernst Burgdorf Inhaber von „J.B. Feilner Nachfolger“, ab 1900  Bruno Weise.[20]
- Braunschweig (1883–1911), „südliche“ Wilhelmstraße 88 und Bohlweg 46, 1. Etage. Feilner hatte 1883 seine Emigration von Bremen nach Braunschweig beantragt. Nachweislich der Braunschweiger Adressbücher hatte Feilner 1884 das Atelier des Photographen August Reuter übernommen und unter „A. Reuter Nachf.“ bis zum Jahr 1900 in der Wilhelmstraße 88 betrieben. Ab dem Jahr 1900 verlegte er sein Atelier in die 1. Etage im Bohlweg 46. Von 1900 bis 1902 lässt sich der Fotograf Hugo Julius als Geschäftsführer nachweisen. 1911 verkaufte er das Atelier an Dietrich Driebe.[21]
- Oldenburg (1880–1888) zunächst Staustraße 25, dann Rosenstraße 29 in Teilhaberschaft mit August Mohaupt bis 1910.
  - Innerer Damm 12, „Feilners photographisches Institut“ → Hauptartikel: Johann Everhard Feilner jun., Familie
- Osnabrück, Johannisstrasse 65
- Borkum, Strandstraße, auch in Teilhaberschaft mit August Mohaupt
- Emden (1888–1892) in der Neuthorstraße. Der Maler und Fotograf Bernhard Mateling hatte 1864 in Emden in der Neuthorstraße ein fotografisches Atelier eröffnet. 1888 wurde es von Jean Baptiste Feilner erworben und 1892 an Hermann Wilhelm Mohaupt (1866–1909)[22] verkauft;.[23]
- Jever, Burgstraße 30, auch in Teilhaberschaft mit August Mohaupt, später alleiniger Inhaber H. Koch[24]
- Bonn (1900–1904), Bahnhofstraße 13. Unter der Adresse Bahnhofstraße 13 existierte vermutlich seit 1890[25] das fotografische Atelier von Emil Koch, der seit 1875 ein Atelier in der Hofgartenstraße 5 geführt hatte. Koch ist in der Bahnhofstraße bis 1895 verzeichnet. Von 1897 bis einschließlich 1900 war dort der Fotograf Hans Schaf(f)ganz tätig. Im selben Jahr zog der Fotograf Georg Gollas (1874–1915) von Bregenz nach Bonn, „vermutlich um in der neuen Filiale des Bremer Fotofilialisten Jean Baptiste Feilner zu arbeiten“.[26] Ende 1904 wurde das Bonner Atelier von den Brüdern Carl und Georg Gollas übernommen und unter dem Namen „J.B. Feilner Nachf.“ fortgeführt.
- Koblenz (1904–1912), Goebenplatz 12. Ende 1904 hatte Feilner eine weitere Filiale eröffnet. Ab 1905 arbeitete hier Carl Gollas. 1912 hat vermutlich Georg Gollas das Koblenzer Atelier übernommen.
- Um 1895 lässt sich noch ein Atelier in Wittmund belegen.

## Auszeichnungen
- 1876 eine „ehrenvolle Erwähnung“ bei der Photographischen Ausstellung in Paris[27]
- 1876 ein „Goldenes Kreuz“ für Porträts auf der Internationalen Kunstausstellung (3. Ausstellung und Bazar für Kunstindustrie) in Utrecht[28]
- 1877 eine „Silberne Medaille“ für beste Porträts bei der „Internationale Ausstellung von Photogrammen“[29] in Amsterdam in der (Vereniging Arti et Amicitiae)[30][31]
- 1879 in Teplitz auf der dortigen „Gewerbe und Industrie Ausstellung“, Neapel und Sydney[32]
- 1880 die „Silberne Voigtländer Medaille“ der Photographischen Gesellschaft in Wien für die der Gesellschaft gewidmete Sammlung von künstlerisch ausgeführten Porträtstudien[33]
- 1881 die Goldene Medaille der Festge-Stiftung für die beste Porträtaufnahme anlässlich der 10. Wanderversammlung des Deutschen Photographen-Vereins in Hamburg im August[34]
- 1895 eine „goldene Medaille“ auf der Landesausstellung in Oldenburg[35]

Nachweislich des Revers einer Fotografie war das Atelier „prämiirt auf 14 Ausstellungen“,
- 1880 in Weltausstellung in Melbourne[37]
- 1881 in (Wien)[Anm. 8], Frankfurt am Main und Hamburg
- 1882 in Paris
- Hannover, Dresden und London.